# Förgasning
Förgasning kan även ha andra betydelser, se förgasning (olika betydelser)
Förgasning är en process där ett organiskt bränsle reagerar med en kontrollerad mängd syre och/eller vattenånga, och därmed omvandlas till kolmonoxid och vätgas. Kolmonoxid och vätgas i förhållandet från 1:1 upp till cirka 1:2 kallas syntesgas och kan med Fischer-Tropsch-processen konverteras till kolväten i olika mängder och former. Kolväten är beståndsdelen i alla drivmedel, från gasol till diesel och bensin.
Processen är svagt exoterm.

## Historia
1922 kom den tyske kemisten Franz Fischer och hans tjeckiska kollega Hans Tropsch på hur man genom förgasning av kol kunde få fram syntesgas. Med hjälp av katalysatorer av järn fick man gasen att omvandlas till kolväten. Processen fick därför heta Fischer-Tropsch-processen. Kemisterna Carl Bosch och Friedrich Bergius utvecklade tekniken och fick nobelpriset 1931 för sina framgångar inom kemiska högtrycksmetoder (bland annat ammoniak-processen). 
1939 stod den första pilotfabriken för CTL (Coal to liquids) klar i Tyskland. Hitler satsade under kriget hårt på utbyggnaden av tekniken eftersom landet hade brist på olja men god tillgång på kol. Vid 1943 försörjdes halva den tyska krigsmakten av syntetisk diesel. Efter kriget hittades dock så många nya oljekällor att tekniken blev olönsam. Tekniken utvecklades vidare av Sasol i apartheidtidens Sydafrika när världen vägrade handla med dem och olja blev en bristvara. Sasol står nu för en tredjedel av Sydafrikas drivmedel.

## Indirekt förgasning
Indirekt förgasning är en typ av förgasning som innebär att de primära förgasnings- och förbränningsreaktionerna separeras i två skilda reaktorer. Bäddmaterialet cirkuleras mellan panna och förgasare. Energi tas upp i en panna där temperaturen är högre än i förgasaren där bäddmaterialet avger värme. Värmen avges för att driva de termokemiska pyrolys- och förgasningsreaktionerna. Förgasningsreaktorn fluidiseras med vattenånga som kondenseras ut för att få en rågas med högt värmevärde och även höga halter av väte om så önskas.. I Sverige användes den indirekta förgasningstekniken i GoBiGas-anläggningen för att producera biogas från skogsavfall.